# خوسيه رودريغيز (ماتادور)
خوسيه رودريغيز (بالفرنسية: Pepete)‏ (و. 1867 – 1899 م) هو ماتادور إسباني، ولد في سان فرناندو، قادس، توفي عن عمر يناهز 32 عاماً، بسبب هجمات الحيوانات.